# Folha séssil
A folha séssil é a folha que possui apenas limbo, pelo qual se fixa diretamente ao caule.